# Ato Institucional n.º 7
O Ato Institucional Número Sete (AI-7) foi editado em 26 de fevereiro de 1969 pelo presidente Costa e Silva e publicado no Diário Oficial na mesma data.
Este ato institucional foi um complemento do AI-6, pois tratava da suspensão de todas as eleições até novembro de 1970. No dia 13 de março, houve uma retificação do AI-7, que impôs uma nova lista de cassações, desta vez sem a oposição do STF.

## Antecedentes
No período conhecido como Anos de Chumbo, a ditadura militar no Brasil é liderada pelo General Emílio Garrastazu Médici, entre o final de 1969 e início de 1974. Na verdade, o general Costa e Silva não vai deixar o poder até 31 de Agosto de 1969. No entanto, seus últimos meses no governo inauguraram uma nova linha política, mais radical na política e mais liberal em termos econômicos. Médici, eleito pela junta militar que governava o país, teve a vantagem de assumir em meio ao chamado "milagre econômico brasileiro", um período de cinco anos em que o PIB do país cresceu com números de até dois dígitos. Assim, uma boa parte de seu mandato foi caracterizada pela estabilidade econômica, que ajudou o governo em seu esforço para impor uma dura repressão. Alguns reservam a expressão "anos de chumbo", especificamente para o governo de Médici. O período é destacado pela luta feroz contra a esquerda, muitas vezes da sociedade civil, por parte da extrema-direita que usa o aparato repressivo policial-militar do Estado, eventualmente sob a forma de organizações paramilitares.
O Ato Institucional Número Seis ou AI-6 foi decretado em 1º de fevereiro de 1969 pelo Presidente Costa e Silva, e publicado no Diário Oficial do Brasil em 3 de fevereiro de 1969.

## Disposições legais
O novo Ato Institucional Número 7 consistia de 11 artigos. No preâmbulo dizia-se defender os interesses dos Estados e Municípios, além da Revolução de 31 de março de 1964, e veio condicionar a remuneração pelo funcionamento das Assembleias Legislativas e Câmaras Municipais:
CONSIDERANDO que, no interesse de preservar e consolidar a Revolução, é desaconselhável a realização de eleições parciais, para cargos executivos ou legislativo da União, dos Estados, dos Territórios e dos Municípios— Texto do AI-7.
Em seu artigo 1 limitou os salários dos deputados das assembleias estaduais e acrescentou que as dietas nas assembleias extraordinárias não eram justificadas. Artigo 2 restrito a 8 o número máximo de sessões pagas por mês. Nenhum outro pagamento poderia ser recebido pelo deputado, disse o artigo 3. No artigo 4 foi redigido da seguinte maneira o art. 16 da Constituição de 24 de janeiro de 1967:
Art. 16 - [...]

§ 2º - Somente serão remunerados os Vereadores das Capitais e dos Municípios de população superior a trezentos mil (300.000) habitantes, dentro dos limites e critérios fixados em lei complementar.— Ato Institucional Número Sete, artigo 16, parágrafo segundo.

O art. 5º limitou a 3 no mês o número de sessões extraordinárias remuneradas das Câmaras Municipais. O seguinte artigo dizia que nenhum funcionário público da União, Estados, Distrito Federal, Territórios ou Municípios, bem como das respectivas autarquias, poderia cobrar um período diferente de seu mandato efetivo. O art. 7 declarou eleições parciais suspensas para cargos executivos ou legislativos da União, Estados, Territórios e Municípios. Ele acrescentou: 
Em seus últimos artigos, o Presidente da República foi autorizado a fixar as datas das novas eleições em caso de força maior; todos os atos decorrentes deste Ato Institucional ou de seus atos complementares, que pudessem desenvolvê-lo no futuro, foram excluídos da ação judicial. .
O Ato Institucional nº 7 entrou em vigor em 26 de fevereiro de 1969, revogando as disposições em contrário.

## Signatários
O ato institucional foi assinado, na ordem em que os nomes aparecem no documento oficial, por:
- Costa e Silva
- Luís Antônio da Gama e Silva
- Augusto Rademaker
- Aurélio de Lira Tavares
- José de Magalhães Pinto
- Antônio Delfim Netto
- Mário Andreazza
- Ivo Arzua Pereira
- Tarso Dutra
- Jarbas Passarinho
- Márcio de Sousa Melo
- Leonel Tavares Miranda de Albuquerque
- Antônio Dias Leite Júnior
- José Fernandes de Lima
- Hélio Beltrão
- José Costa Cavalcanti
- Carlos Furtado de Simas